# 黒ダイヤ (菓子)
黒ダイヤ（くろダイヤ）は福岡県の筑豊地区で製造・販売される菓子である。

## 概要
黒ダイヤは筑豊では「石炭」を意味する俗語。石炭の貴重さからついた名前である。その起源は昭和以降だと思われる。
菓子の黒ダイヤは、鹿児島県産の黒砂糖と小豆で作った石炭を模したごつごつした形状の羊羹である。
石炭斜陽化とともにセメント製造のため石灰石の生産が増えたことから、白小豆を原料とした白色の「白ダイヤ」が姉妹品として製造された。
2014年8月13日のBS-TBS・「美しい日本に出会う旅～勘九郎街道をゆく」で黒ダイヤが紹介されている。
黒ダイヤ・白ダイヤとも大・中・小があり、大は350g程度、中は240g程度、小は140g程度。形や重量は一定していない。

## 歴史
- 田川市の田川伊田駅近くの大月堂が製造していたが、経営の問題もあり、飯塚市の亀屋延永が製造して自社店舗と田川市の菓子店で販売されている。